# Under a Blood Red Sky
Albums de U2
War
(1983) The Unforgettable Fire
(1984)
Singles
1. I Will Follow
Sortie : 20 août 1983

Under a Blood Red Sky est un album live du groupe de rock irlandais U2, sorti le 21 novembre 1983 sous le label Island Records. Produit par l'Américain Jimmy Iovine, ce disque provient de l'enregistrement de trois concerts aux États-Unis et en Allemagne de la tournée ayant suivi l'album War (dont celui au Red Rocks Amphitheatre dans le Colorado). Le titre, en souvenir du ciel rouge baignant le théâtre  des Rocheuses, est extrait des paroles de la chanson New Year's Day. Parmi les 8 morceaux de ce petit album live, un single a été publié : il s'agit de I Will Follow qui s'est classé au 81e rang aux États-Unis. Under a Blood Red Sky a été un succès commercial à travers le monde où il a atteint les places de No 1 en Nouvelle-Zélande et de No 2 au Royaume-Uni. Il a aussi été bien reçu par la critique et a contribué à établir la réputation mondiale de U2 en tant que groupe de scène. Le magazine Rolling Stone lui a décerné la note de 4 étoiles/5 à sa sortie.

Le film-concert U2 Live at Red Rocks : Under a Blood Red Sky, enregistré lors du même concert à Red Rocks, est sorti en accompagnement de l’album live.

## Historique

### Contexte
En plein milieu de la tournée War, le manager de U2, Paul McGuinness, a l'idée de les filmer dans un stade américain et diffuser le résultat sur MTV. Il avait ce projet en tête depuis longtemps afin de souligner le succès de U2 en live et de les promouvoir auprès d'un public américain encore peu familier avec eux. En faisant passer U2 pour un énorme groupe de scène, se disait Paul McGuinness, les gens croiraient qu'ils l'étaient et ils le deviendraient. Le promoteur de concerts Barry Fey, qui présentait les spectacles de U2 dans le sud-ouest des États-Unis, a vu le potentiel du groupe et a réussi à faire pression pour qu'ils se produisent au Red Rocks Amphitheatre dans le Colorado.

### Le concert
Le spectacle est programmé le 5 juin 1983 à 18 heures. Alors qu'une météo estivale est attendue, des pluies torrentielles et un froid glacial risquent de conduire à l'annulation du concert. Mais, étant donnés les investissements consentis par U2 et leur management, ils ne peuvent se permettre de prendre un tel risque. La tempête décourage la moitié des neuf mille spectateurs prévus. Mais en dramatisant l'ambiance dans cet amphithéâtre naturel de falaises de grès rouge, ces conditions météo inhabituelles donnent au concert une atmosphère particulière, le rendant inoubliable. Dix-huit chansons sont interprétées ce soir-là, avec Out of Control (parue sur l'album Boy) en ouverture et "40" (parue sur l'album War) en conclusion. Trempés et frigorifiés, les Irlandais tiennent leur pari et le concert est un succès.

### Enregistrement et commercialisation
La vidéo du concert est réalisée par Gavin Taylor, tournée par Malcolm Gerrie, producteur de la série télévisée britannique The Tube et produite par le duo Rick Wurpel et Doug Stewart. Intitulée U2 Live at Red Rocks : Under a Blood Red Sky, elle ne compte que 13 chansons sur les 18 morceaux interprétés lors du spectacle (17 dans sa réédition en DVD en 2008). Elle est mise en vente en 1984. En parallèle, est commercialisé en vinyle un album live pour mettre à mal l'émergence foisonnante de disques pirates du groupe qui se multiplient durant cette période. Il s'appelle Under a Blood Red Sky, titre qui tire son origine d'un passage de la chanson New Year's Day, premier single de l'album War. Il est publié le 21 novembre 1983.

## Caractéristiques artistiques

### Contenu du disque
Produit par Jimmy Iovine, connu pour ses travaux avec Tom Petty, John Lennon, Dire Straits et pour l'arrangement de Born To Run de Bruce Springsteen, cet album live donne encore aujourd'hui une idée assez précise de ce que pouvait être U2 en concert au début des années 1980 : héroïque et puissant. Concentré d'énergie et de ferveur épique, Under a Blood Red Sky donne à New Year's Day, Gloria, I Will Follow ou Sunday Bloody Sunday des versions supérieures à celles enregistrées en studio. Ce live marque aussi la fin d'un cycle, celle de la première partie de la carrière des Irlandais.

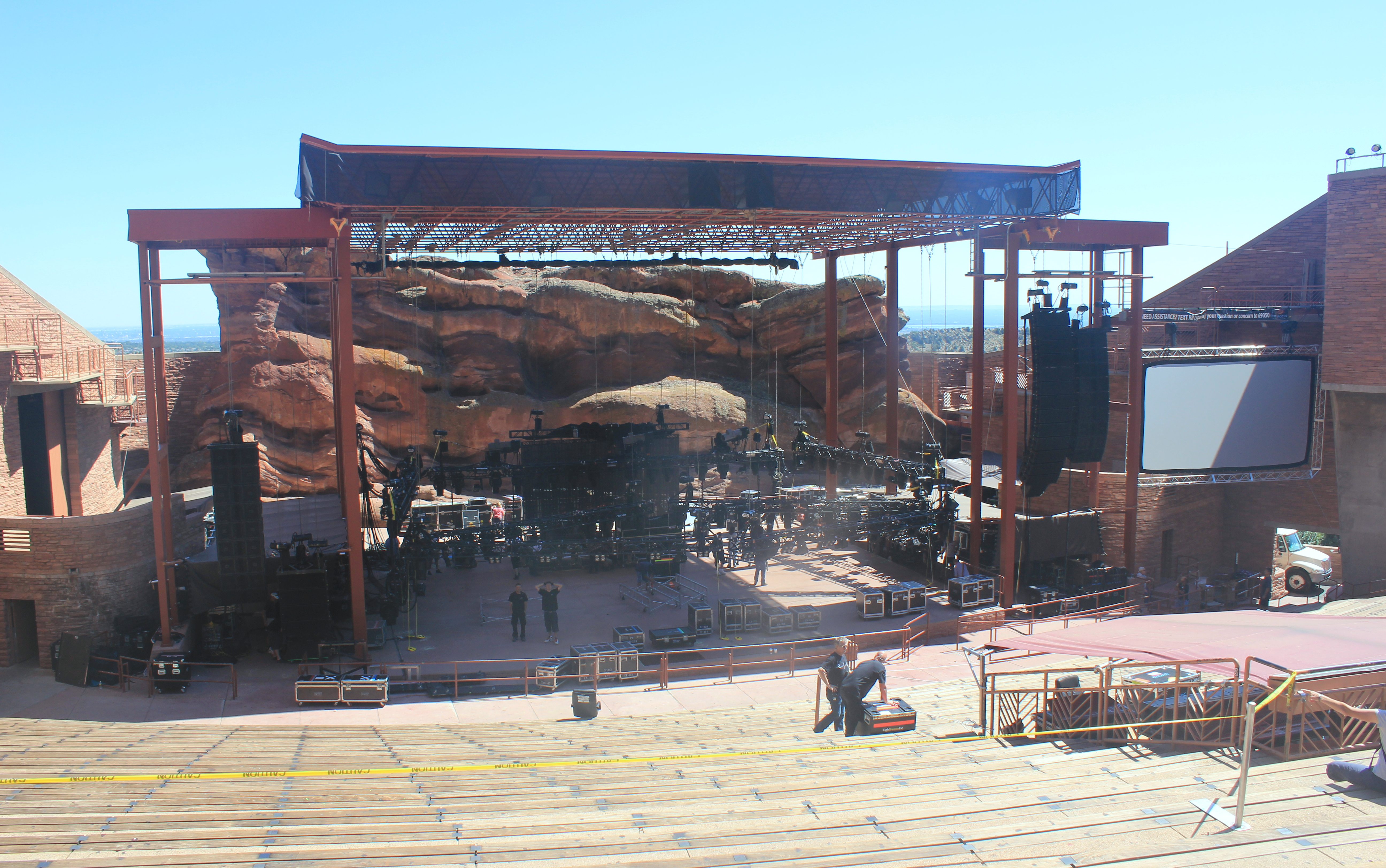
Le Red Rocks Amphitheatre dans le Colorado, où U2 a joué le 5 juin 1983.

Les morceaux de ce disque proviennent de trois concerts aux États-Unis et en Allemagne. Deux titres sont issus du concert au Red Rocks Amphitheatre à proximité de Denver le 5 juin 1983 : Gloria et la ballade Party Girl, une face-B du 45 tours A Celebration. Les autres titres d'Under a Blood Red Sky  proviennent de deux shows différents. 11 O'Clock Tick Tock, qui date de 1980, a été interprétée à l'Orpheum Theatre de Boston le 6 mai 1983. I Will Follow, Sunday Bloody Sunday, The Electric Co., New Year's Day et "40" repris en cœur par le public en clôture d'album, sont issues d'un concert donné au Théâtre en plein air de Loreley à Saint-Goarshausen en Allemagne, le 20 août 1983.
Témoin privilégié des prestations scéniques du groupe au début des années 1980, cet album live est néanmoins trop court avec huit chansons et trente-trois minutes, ce qui crée un peu de frustration chez l'auditeur.

### Pochette
La photographie prise par Greg Wigler au Red Rocks Amphitheatre, montre Bono accroupi, micro à la main droite, chantant et brandissant un drapeau blanc sous un ciel rouge sang (traduction du titre de ce disque live).

## Critiques
Under a Blood Red Sky a été bien reçu par la presse internationale. Christopher Connelly pour le magazine Rolling Stone déclare que « la puissance incantatoire du groupe irlandais n'est jamais aussi bien démontrée qu'en concert, et ce mini-album de huit chansons, extraites de leur dernière tournée, prouve amplement pourquoi on a qualifié U2 de meilleur groupe live en 1983. » Pour Adam Sweeting du Melody Maker, « quiconque ayant vu la puissance du groupe en live doit admettre que çà fout le frisson... En pleine forme, U2 atteint une sorte de grâce dans la simplicité. On peut espérer ne pas avoir encore entendu le meilleur de ce groupe. » Moins enthousiaste, Barney Haskyns du NME écrit ceci : « Je ne crois pas en U2, mais je peux tirer une satisfaction de leur passion bon marché... Dommage que ce ne soit pas le document spectaculaire que çà aurait pu être. »
À noter que les lecteurs du magazine Hot Press ont élu Under a Blood Red Sky No 1 pour le meilleur album et la meilleure pochette de disque.

## Ventes de l'album
Le disque a été un succès commercial. No 2 à sa sortie au Royaume-Uni (il restera classé 200 semaines consécutives) et No 28 aux États-Unis, il a été vendu à ce jour à environ 9,6 millions d'exemplaires dans le monde, dont 3 millions rien qu'aux États-Unis où il est triple disque de platine.

## Classements et certification
| Pays             | Meilleure position | Certification | Ventes     |
| ---------------- | ------------------ | ------------- | ---------- |
| Canada           | 22                 | 2 × Platine   | 200 000+   |
| France           |                    | Platine       | 300 000+   |
| Allemagne        | 20                 | Platine       | 500 000+   |
| Royaume-Uni      | 2                  | 3 × Platine   | 900 000+   |
| États-Unis       | 28                 | 3 × Platine   | 3 000 000+ |
| Nouvelle-Zélande | 1                  | Platine       | 15 000+    |

## Liste des pistes
Toutes les chansons sont écrites et composées par U2, paroles écrites par Bono.
| 1. | Gloria               | Red Rocks Amphitheatre, 5 juin 1983         | 4:32 |
| 2. | 11 O'Clock Tick Tock | Boston, 6 mai 1983                          | 4:34 |
| 3. | I Will Follow        | Saint-Goarshausen (Allemagne), 20 août 1983 | 3:36 |
| 4. | Party Girl           | Red Rocks Amphitheatre, 5 juin 1983         | 2:52 |

| 1. | Sunday Bloody Sunday | Saint-Goarshausen, 20 août 1983 | 4:55 |
| 2. | The Electric Co.     | Saint-Goarshausen, 20 août 1983 | 5:18 |
| 3. | New Year's Day       | Saint-Goarshausen, 20 août 1983 | 4:29 |
| 4. | "40"                 | Saint-Goarshausen, 20 août 1983 | 3:36 |

## Vidéo
Neuf mois après le mini-Lp, est publiée une vidéo légèrement plus complète, intitulée Live at Red Rock Under a Blood Red Sky. Elle capture toute l'essence et les vibrations d'un concert en direct, quelque chose d'extrêmement difficile à fondre sur un vinyle, avec en prime toute l'atmosphère. L'interprétation de Sunday Bloody Sunday fait partie des moments les plus marquants du concert. La guitare part en solo. Bono marche d’un pas militaire vers l’avant de la scène au rythme de la batterie. Il brandit un drapeau blanc qu'il fixe tant bien que mal devant le public déchaîné. L'Irlandais prend les fans à partie : « Chantez plus jamais ça ! » hurle-t-il dans le micro.

## Remasterisation
Le 29 septembre 2008 est sortie une version remasterisée de l'album ainsi qu'un DVD de la performance à Red Rocks. Cette réédition s'inscrit dans le travail de remasterisation commencé en 2007 par U2 avec The Joshua Tree pour le 20e anniversaire de l'album, et continué en 2008 avec les premiers albums du groupe Boy, October et War. Le DVD présente le concert de Denver quasiment dans sa totalité. Le titre I Fall Down n'a pu être enregistré à cause d'une caméra défaillante sur scène. Ce DVD est une version rallongée de la VHS qui était sortie en 1983 et qui ne présentait qu'une partie du concert.

## DVD Live at Red Rocks
Concert en plein air au Red Rocks Amphitheatre, Colorado. Enregistré en 1983. Setlist : 
1. Out of Control
2. Twilight
3. An Cat Dubh/Into the Heart
4. Surrender
5. Two Hearts Beat As One
6. Seconds
7. Sunday Bloody Sunday
8. Cry/The Electric Co.
9. October
10. New Year's Day
11. I Threw a Brick Through a Window
12. A Day Without Me
13. Gloria
14. Party Girl
15. 11 O'clock Tick Tock
16. I Will Follow
17. "40"

## Crédits
- Bono - chant, guitare sur A Day Without me
- The Edge - guitare, piano, chœurs, Chant sur Seconds, basse sur "40"
- Adam Clayton - basse, chœurs, guitare sur "40"
- Larry Mullen Jr. - batterie, chœurs

## Tribute bandUnder a Blood Red Sky

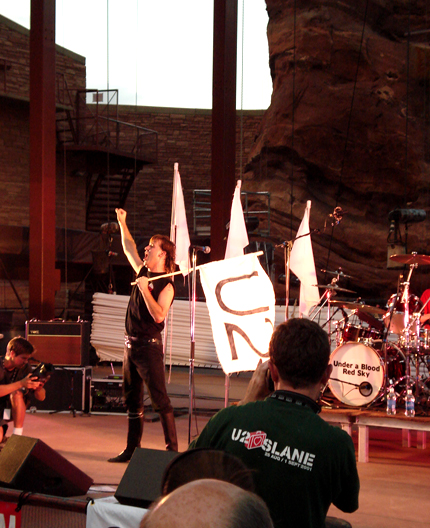
Concert du Tribute band "Under a Blood Red Sky" au Red Rocks Amphitheatre, le 21 août 2007.

En 2007, un Tribute band nommé Under a Blood Red Sky a reconstitué le spectacle du Red Rocks, en hommage à U2.